# Jadunia biroi
Jadunia es un género de plantas con flores perteneciente a la familia Acanthaceae. El género tiene 2 especies herbáceas descritas y solo una aceptada. Su única especie es: Jadunia biroi

## Taxonomía
Jadunia biroi fue descrita por (Lindau & K.Schum.) Lindau y publicado en Bot. Jahrb. Syst. 50(1): 169. 1913
Sinonimia
- Strobilanthes biroi Lindau & K. Schum.